# Filatèlia

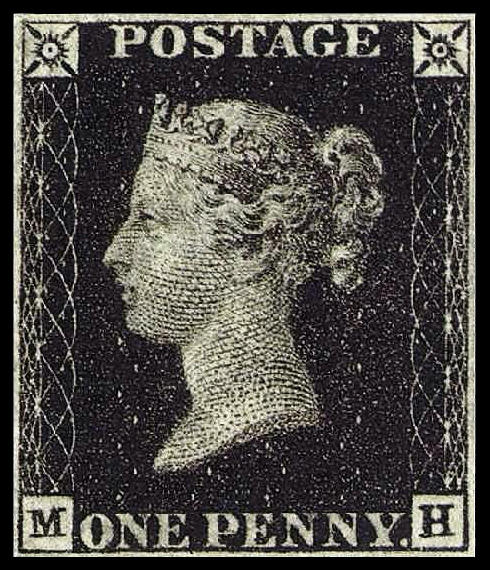
El Penny Black, el primer segell de correus (1840)

La filatèlia és l'estudi dels segells de correus i de les marques (o timbres) postals. Això inclou el disseny, la producció i l'ús dels segells després que siguin emesos per les autoritats postals. En el 1r Congrés Internacional de Filatèlia (Barcelona, 1960) es va definir la filatèlia com una ciència auxiliar de la història. Si bé de forma imprecisa, generalment es dona també el nom de filatèlia al col·leccionisme de segells.

## Etimologia
La paraula filatèlia, en la seva forma francesa, s'atribueix a Georges Herpin en la revista Le Collectioneur de timbres-postes (vol. 1, 15 de novembre de 1864). Està formada per les arrels gregues philos ('amic') i ateleïa ('sense taxa'). Existiren formes alternatives com ara timbrologia, timbrofília, timbromania, amebotèlia o erinofília, que no arribaren a fer-se populars.

## Context
L'origen de la filatèlia està en l'observació que, en un grup de segells, tots del mateix tipus, hi ha diverses classes de paper, amb diverses marques a l'aigua, variacions de color, diverses perforacions i altres menes de diferències. La comparació amb els expedients de les autoritats postals pot demostrar o no que les variacions eren intencionades, cosa que condueix a la investigació addicional de com van succeir els canvis i per quin motiu.

## Elements d'anàlisi
Els amants dels segells analitzen diversos aspectes de cada peça:
- País: tots els segells porten impresa la nacionalitat, excepte els de Gran Bretanya, que en el seu lloc porten impresa la imatge de la Reina Victòria en les seves primeres tirades i posteriorment del monarca que governi el Regne Unit.
- Dentat: molt important és que el segell sigui perfecte amb totes les seves dents.
- Marges i centrat: un segell ha de tenir la imatge ben centrada i equidistant de les vores.
- Redacció: generalment porten el nom del dissenyador i l'any d'emissió.
- Imatge: és el motiu del segell, el que porta a l'afeccionat a col·leccionar-lo.
- Valor facial: el valor del franqueig.
- Color, paper i filigrana: hi ha gran varietat de colors, papers i filigranes que fan que un segell que sembla igual a un altre sigui diferent.
- Format i dimensions: n'hi ha de quadrats, rodons, allargats, triangulars, etc.
- Sobrecàrrega i sobretaxes: major valor afegit generalment per motius benèfics o en franqueig de correu aeri.

## Disciplines
Sota el terme filatèlia s'engloben diverses disciplines i modalitats de col·leccionisme: 
- Filatèlia tècnica. Consisteix en l'estudi i documentació del procés de disseny, creació i impressió del segell.
- Història postal. Utilització del segell sobre peça, períodes d'ús, anul·lacions i marques complementàries.
- Història del correu. Decrets, disposicions i documents relatius a l'organització i funcionament del correu.
- Prefilatèlia. Correu i marques emprades abans de l'aparició del segell.
- Filatèlia temàtica. Orientada al col·leccionisme del motiu representat en el segell.
- Països. Col·leccionisme especialitzat en les emissions d'un determinat país o territori.

## Criteris de col·lecció
Quan es vol iniciar una col·lecció de segells, hi ha uns 250.000 segells tipus, així que per tal de limitar la col·lecció molta gent la limita per alguns dels següents criteris:
- Geogràfic: quin país
- Cronològic: sobre segells espanyols s'apliquen dos criteris de forma generalitzada : 
  - El posat en circulació abans de 1950
  - El posat en circulació després de 1950
  - Des del regnat de Joan Carles I, novembre de 1975.
- Per l'ús postal: urgents, correu aeri, segells de tasa, segells de telègrafs, segells benèfics, segells de correu submarí, etc.
- Pel seu origen: oficials, segells carlistes o altres faccions o grups en el govern
- Per la seva finalitat: ordinaris, commemoratius, amb sobretaxa
- Pel seu estat: nous i usats
- Per la seva emissió
- Errors i varietats
- Vinyetes: publicitat, finalitat política
- Timbres fiscales
- Segells urgents
- Segells perforats
- Impost de guerra
- Targetes i sobres

## Curiositats
- Encara que generalment s'accepta que Sir Rowland Hill, administrador postal anglès, va ser l'inventor del segell, les primeres mostres adhesives van ser impreses en 1834 per James Chalmers, de Dundee (Escòcia)
- Els segells del Regne Unit mai han portat el nom del país, només l'efígie del sobirà. El primer que va incorporar una il·lustració addicional va ser el commemoratiu de Wembley, emès el 23 d'abril de 1924
- Cap segell dels Estats Units porta l'efígie d'una persona viva, encara que molts nord-americans han estat honrats en vida i han aparegut en els segells d'altres països. L'única excepció va ser el setembre de 1861, amb l'emissió que representa Jefferson Davis, únic president dels Estats Confederats d'Amèrica
- Encara que són les formes que més abunden, no tots els segells són quadrats o rectangulars. N'hi ha romboïdals, triangulars i fins i tot circulars, ovals, hexagonals, octogonals i de formes irregulars
- El segell més gran que es coneix va ser emès per la Xina el 1913. Era de correu urgent i mesurava 24,8 cm x 7 cm
- El segell més petit va ser emès per l'estat de Bolívar (1863-1866), part dels aleshores anomenats Estats Units de Colòmbia. Mesurava 8 mm × 9,5 mm
- El segell més valuós del món és el 3 Skilling groc de Suècia de 1855. El 1996 es va vendre per 2.600.000 francs suïssos (més de 2 milions de dòlars americans). Pel seu pes, és l'objecte més car del món, ja que va costar prop de 71 milions de dòlars per gram.
- L'error més famós i valuós en un segell dels Estats Units és el Inverted Jenny i va ocórrer en l'exemplar d'un timbre de correu aeri posat a la venda el 14 de maig de 1918 amb la figura d'un avió invertit. El col·leccionista W. T. Robey va comprar una fulla que va ser venuda a un comerciant per US $ 15.000. Aquest la va vendre al seu torn a un altre col·leccionista per US $ 20.000. El 1979 un bloc de 4 segells de la fulla es va vendre en US $ 500.000. Més recentment, es van assolir valors de 750.000 dòlars per un sol exemplar
- El segell més curiós del món és probablement un que va emetre Bhutan i que en realitat és un petit disc musical que reprodueix l'himne nacional del país
- Quant a materials diferents del paper, Portugal va emetre el 2007 un segell realitzat en suro, igual que Equador, que ho va fer el 2009
- Fins a 1850, quan van començar a emetre segells nacionals, les ciutats suïsses usaven els seus propis segells. Les cartes locals en portaven només un; les dirigides a altres ciutats, dos.